# Affinity Designer

Affinity Designer est un éditeur graphique vectoriel pour Apple macOS et Microsoft Windows de Serif Europe. Il a été sélectionné en tant que finaliste dans la liste Best of 2014 du Mac App Store et de l'iTunes Store dans la catégorie des applications macOS et a remporté le prix Apple Design Award 2015,,,.
Il peut ouvrir des fichiers PDF (Portable Document Format), Adobe Photoshop et Adobe Illustrator, ainsi qu'exporter vers ces formats et vers les formats SVG (Scalable Vector Graphics) et EPS (Encapsulated PostScript).
Affinity Designer a été lancé pour Microsoft Windows en novembre 2016.

## Description
Affinity Designer est un éditeur graphique vectoriel de Serif Europe pour macOS et Windows développé depuis 2014. Il a été créé pour concurrencer Adobe Illustrator, de même que ses autres logiciels Affinity Photo pour rivaliser avec Photoshop et Affinity Publisher avec Adobe InDesign.

## Développement
Le 9 novembre 2022, Serif Europe présente la version 2 de sa suite logicielle, rompant ainsi avec une de ses promesses initiales, la mise à jour gratuite à vie des logiciels. En effet, si l’on veut passer à cette nouvelle version, il faudra débourser 199,99 euros hors promotion pour la trilogie, la version 1.10 n’étant plus du tout supportée. Cependant, la licence universelle permet d’installer indifféremment les trois logiciels sur toutes les plates-formes disponibles avec la même licence.

### Rétrocompatibilité
La version 2 peut ouvrir les fichiers des versions précédentes aux formats propriétaires (extensions .afphoto, .afpub, .afdesign, .aftemplate et .afpackage) mais, une fois modifiés et enregistrés, ces fichiers ne pourront plus être ouverts par la version d’origine.
Le 26 mars 2024, le président d’Affinity, Ashley Hewson, annonce par courriel le rapprochement entre Affinity et Canva par le rachat du premier par le second. Un communiqué de presse détaillant la collaboration future est publié le lendemain.